# 2MASS J05120636-2949540
2MASS J05120636-2949540 ist ein Brauner Zwerg im Sternbild Taube. Er wurde 2003 von Kelle L. Cruz et al. entdeckt. Er gehört der Spektralklasse L4 an.